# Sebastian Sebulonsen
Sebastian Sebulonsen (Stavanger, 2000. január 27. –) norvég korosztályos válogatott labdarúgó, a német 1. FC Köln hátvédje.

## Pályafutása

### Klubcsapatokban
Sebulonsen a norvégiai Stavanger városában született. Az ifjúsági pályafutását, 2012-ben a Sola akadémiájánál kezdte.
2016-ban mutatkozott be a Sola harmadosztályban szereplő felnőtt csapatában. 2020. január 13-án négyéves szerződést kötött az első osztályban érdekelt Viking együttesével. Először a 2020. június 21-ei, Brann ellen 3–0-ra elvesztett mérkőzés 68. percében, Johnny Furdal cseréjeként lépett pályára. Első gólját 2020. november 28-án, a Start ellen 4–1-re megnyert találkozón szerezte. 2021 májusa és júniusa között a Mjøndalen csapatát erősítette kölcsönben.
2022. július 14-én négyéves szerződést kötött a dán első osztályban érdekelt Brøndby együttesével. 2022. július 17-én, az Aarhus ellen 1–0-ra megnyert bajnokin debütált. 2025. július 18-án szerződtette az 1. FC Köln.

### A válogatottban
Sebulonsen 2021-ben debütált a norvég U21-es válogatottban. Először a 2021. szeptember 3-ai, Ausztria ellen 3–1-re megnyert mérkőzésen lépett pályára. Első válogatott gólját 2021. október 8-án, Horvátország ellen 3–2-re megnyert U21-es EB-selejtezőn szerezte.

## Statisztikák
2023. február 19. szerint
| Klub                   | Szezon   | Osztály          | Bajnokság | Bajnokság | Kupa  | Kupa | Nemzetközi | Nemzetközi | Összesen | Összesen |
| Klub                   | Szezon   | Osztály          | Meccs     | Gól       | Meccs | Gól  | Meccs      | Gól        | Meccs    | Gól      |
| ---------------------- | -------- | ---------------- | --------- | --------- | ----- | ---- | ---------- | ---------- | -------- | -------- |
| Sola                   | 2016     | 2. divisjon      | 1         | 0         | 0     | 0    | —          | —          | 1        | 0        |
| Sola                   | 2017     | 3. divisjon      | 16        | 3         | 0     | 0    | —          | —          | 16       | 3        |
| Sola                   | 2018     | 3. divisjon      | 24        | 6         | 1     | 0    | —          | —          | 25       | 6        |
| Sola                   | 2019     | 2. divisjon      | 24        | 9         | 1     | 0    | —          | —          | 25       | 9        |
| Sola                   | Összesen | Összesen         | 65        | 18        | 2     | 0    | 0          | 0          | 67       | 18       |
| Viking                 | 2020     | Eliteserien      | 20        | 1         | —     | —    | —          | —          | 20       | 1        |
| Viking                 | 2021     | Eliteserien      | 24        | 4         | 2     | 1    | —          | —          | 26       | 5        |
| Viking                 | 2022     | Eliteserien      | 15        | 4         | 4     | 1    | 0          | 0          | 19       | 5        |
| Viking                 | Összesen | Összesen         | 59        | 9         | 6     | 2    | 0          | 0          | 65       | 11       |
| Mjøndalen (kölcsönben) | 2021     | Eliteserien      | 4         | 0         | —     | —    | —          | —          | 4        | 0        |
| Brøndby                | 2022–23  | Danish Superliga | 7         | 0         | 1     | 0    | 4          | 0          | 12       | 0        |
| Összesen               | Összesen | Összesen         | 135       | 27        | 9     | 2    | 4          | 0          | 148      | 29       |